# Consentius
Publius Consentius est un grammairien latin de l'Antiquité tardive, auteur de deux traités qui nous sont parvenus : le De barbarismis et metaplasmis (sur les barbarismes et les métaplasmes) et l'Ars de duabus partibus orationis, nomine et uerbo (sur le nom et le verbe). Dans le premier il fait allusion à un autre traité, non conservé, intitulé De structurarum ratione.
Quoiqu'aucune information directe ne soit conservée sur lui, on le relie à l'aristocrate et poète gallo-romain du Ve siècle Consentius de Narbonne, ami de Sidoine Apollinaire, qui lui dédie son poème 23. Le poème date d'entre 462 et 466. Le destinataire est le fils d'un homme de grande culture, natif de Narbonne, qui s'adonnait à la philosophie, aux sciences, à la poésie et à l'éloquence et était marié à la fille de Jovin (usurpateur entre 411 et 413). Consentius fils fut tribunus et notarius dans le palais de Valentinien III ; aussi cultivé que son père, il était parfait bilingue latin-grec et pour cette raison chargé d'ambassades à Constantinople, où il s'était acquis une réputation. Sous l'empereur Avitus il fut curopalate. Le destinataire de la lettre VIII, 4 du même Sidoine Apollinaire, appelé aussi Consentius, est un riche aristocrate cultivé, retiré dans sa villa pourvue d'une grande bibliothèque, et qui s'adonne à la fois à l'agriculture et à la poésie. Dans la lettre IX, 15, on comprend qu'il y avait deux frères Consentii, et qu'un seul, poète bilingue, a survécu à son père. On compte donc ici, soit trois, soit quatre Consentii.
Dans l'Ars de duabus partibus orationis, le grammairien parle deux fois du nom de la ville de Narbonne. Ce doit être un membre de la famille, mais on ne sait trop lequel.
L'Ars a été imprimée à Bâle par Jean Sichard en 1528, puis, d'après un manuscrit plus complet, dans la collection des grammairiens latins d'Elias Putschius (Hanau, 1605). Le De barbarismis et metaplasmis a été retrouvé au début du XIXe siècle dans un manuscrit de Ratisbonne et publié par Andreas Wilhelm Cramer (Berlin, Dümmler, 1817). Ces textes se trouvent dans le vol. 5 des Grammatici Latini d'Heinrich Keil (Leipzig, Teubner, 1868). Le De barbarismis et metaplasmis a été réédité ensuite par Maximilien Niedermann (Université de Neufchâtel, 1937).

## Homonymie
À peu près à la même époque, il faut signaler un Consentius correspondant de saint Augustin, un chrétien laïc féru de théologie et admirateur de l'évêque d'Hippone (auteur de la lettre 119 de la Correspondance, destinataire des lettres 120 et 205, et dédicataire du Contra mendacium ; les lettres 119 et 120 sont de 410, la lettre 205 de 420). Mas ce Consentius était un îlien, sans doute habitant des Baléares (cf. « nos îles » dans la lettre 119).   